# Condado de Kenedy
O Condado de Kenedy é um dos 254 condados do estado americano do Texas. A sede do condado é Sarita, e sua maior cidade é Sarita.
O condado possui uma área de 5 039 km² (dos quais 1 266 km² estão cobertos por água), uma população de 416 habitantes, e uma densidade populacional de 0,1 hab/km² (segundo o censo nacional de 2010).
O condado foi fundado em 1921.
É o terceiro condado menos habitado do Texas e o quarto menos habitado do país em termos de população. Está somente atrás dos condados de Loving, Kalawao e King.